# Bulgarske leva
|  | Opslagsordet har også anden betydning, se: -lev - dansk stednavneendelse |
Lev (lv) (bulgarsk: лев, flertal – лева, левове (leva)) er Bulgariens valuta. Den deles i 100 stotinki (ental – stotinka). På gammelt bulgarsk betød ordet "lev" "løve," ligesom det rumænske lei.